# Кабанов, Александр Михайлович (поэт)
Алекса́ндр Миха́йлович Каба́нов (родился 10 октября 1968, Херсон) — украинский русскоязычный поэт, редактор.

## Биография
В 1992 году окончил факультет журналистики Киевского государственного университета им. Т. Г. Шевченко. Живёт и работает в Киеве.
Многочисленные публикации поэта появлялись в журналах «Новый мир», «Знамя», «Континент», «Дружба народов», «Октябрь», «Зарубежные записки», «Арион», «Волга», «Смена», «Радуга», «Сетевая поэзия», «Крещатик», «Интерпоэзия», «Новый берег», «Стороны Света», «День и Ночь», «Дети Ра», «Сибирские огни», «Урал», «Иерусалимский журнал», в антологии «Освобождённый Улисс», а также в Интернете: «Сетевая Словесность», «Топос», «Поэзия. ру».
Лауреат международной литературной премии им. Князя Юрия Долгорукого (2005), премии журнала «Новый мир» (2005) и премии «Планета Поэта» им. Л. Н. Вышеславского (2008), Международной литературной Волошинской премии (2009), «Русской премии» (за 2009 год, 2 место), премии «Anthologia» (за 2010 год). Александр Кабанов — главный редактор журнала культурного сопротивления «ШО», один из создателей украинского слэма.
Стихи Александра Кабанова переведены на украинский (Сергей Жадан), английский, немецкий (Энрика Шмидт), грузинский и нидерландский языки.
Лауреат Григорьевской поэтической премии (2011, 1 место).

## Книги стихотворений
- «Временная прописка» (1989)
- «Время летающих рыб» (1994)
- «Ласточка» (2002)
- «Айловьюга» (2003)
- «Крысолов» (2005)
- «Аблака под землёй» (2007)
- «ВЕСЬ» (2008).
- «Бэтмен Сагайдачный» (М.: «Арт Хаус медиа», 2010. — ISBN 978-5-902976-31-8)
- «Happy бездна to you» (Харьков: Фолио, 2011. — 187 с. — ISBN 978-966-03-5612-2)
- «Волхвы в планетарии» (Харьков: Фолио, 2014. — 542 с. — ISBN 978-966-03-6886-6)
- «На языке врага» (Харьков: Фолио, 2017. — 288 с. — ISBN 978-966-03-7826-1)
- «Русский индеец» (М.: Воймега, 2018. — 84 с. — ISBN 978-5-6040915-2-4)